# Czerwona Woda (województwo dolnośląskie)
Czerwona Woda (niem. Rothwasser, górnołuż. Čerwjena Woda) – wieś w Polsce położona w województwie dolnośląskim, w powiecie zgorzeleckim, w gminie Węgliniec.

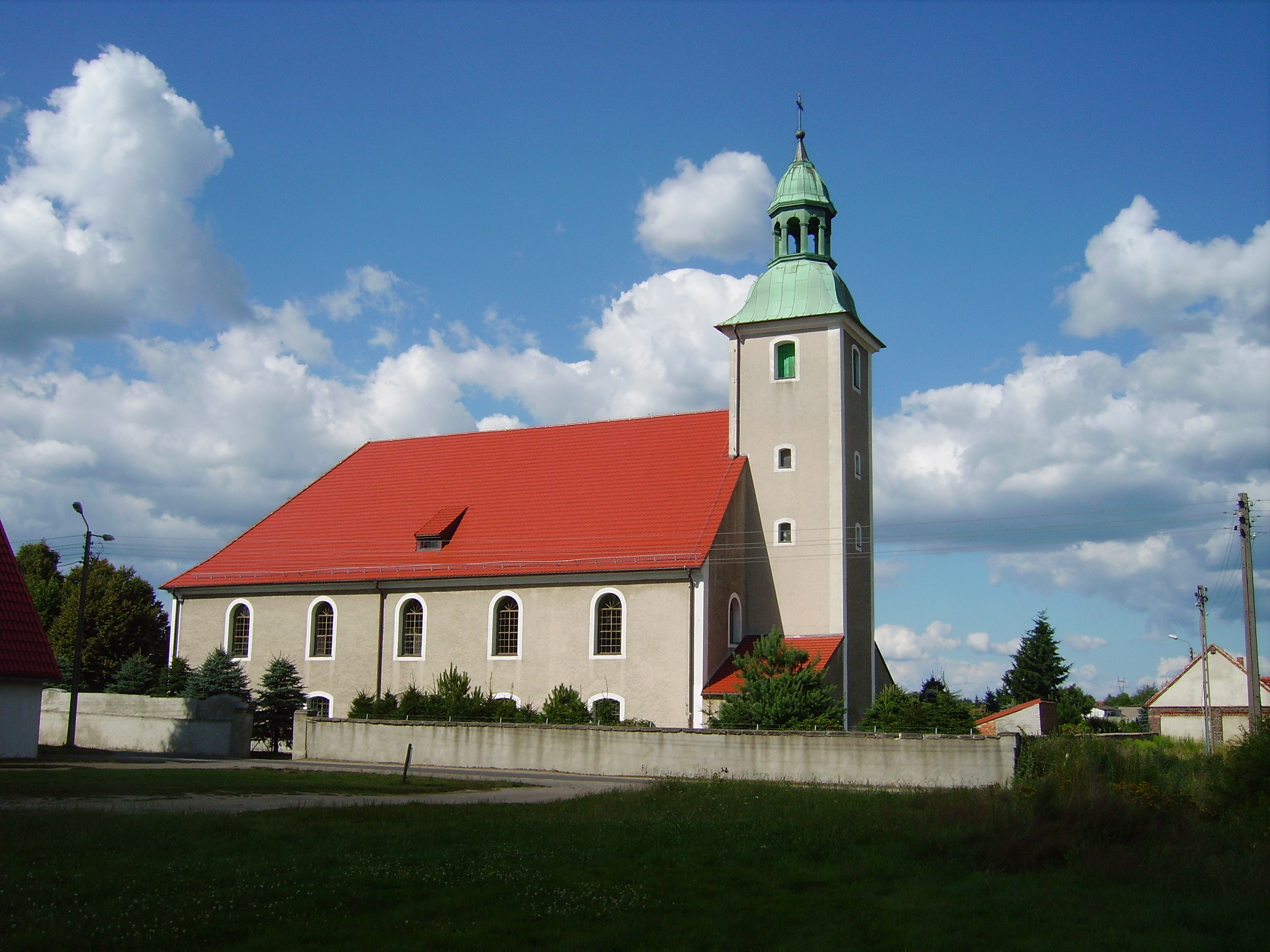
Kościół pw. Wniebowzięcia Najświętszej Marii Panny w Czerwonej Wodzie

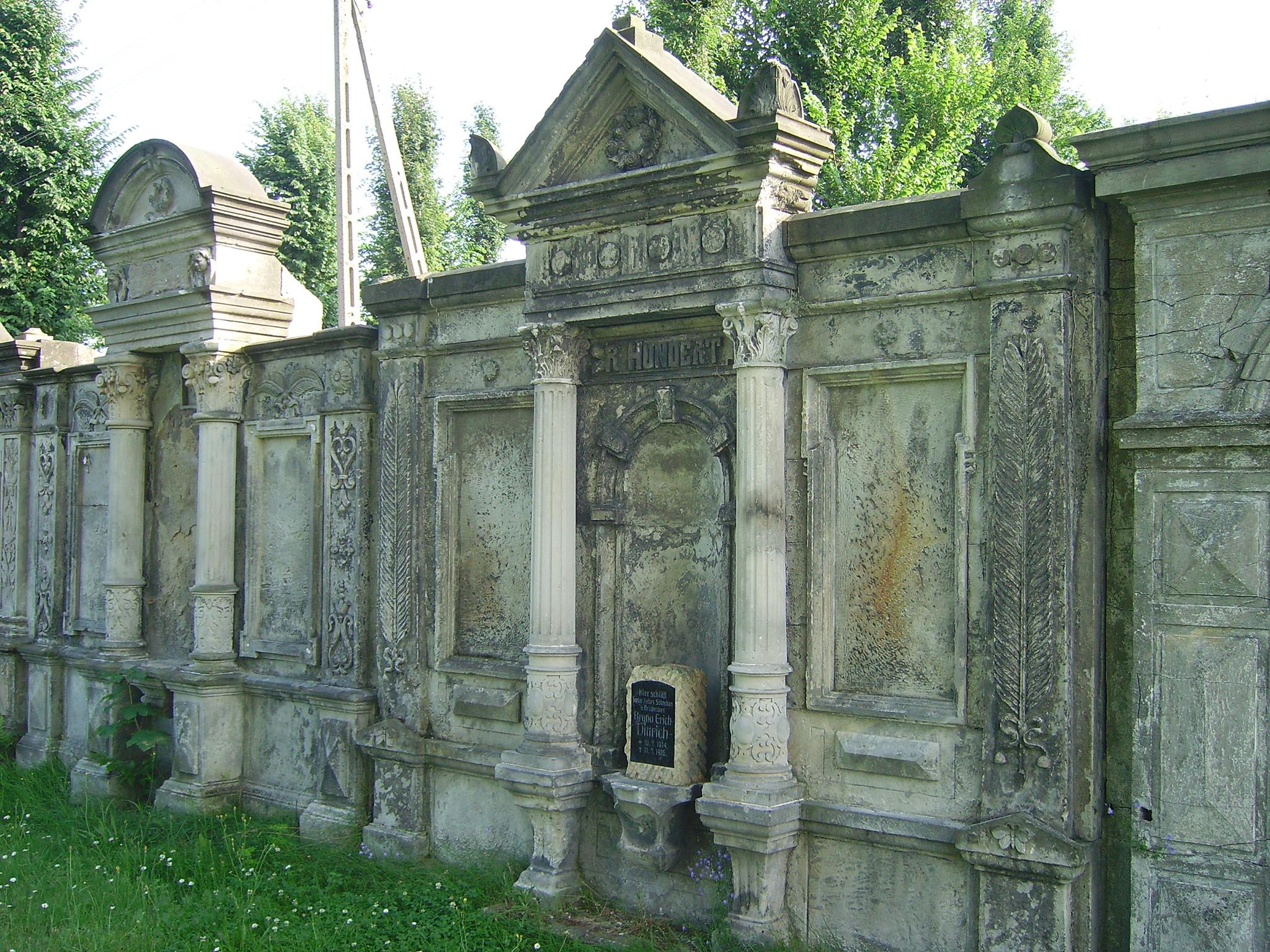
Zabytkowe ogrodzenie z wmurowanymi nagrobkami przy kościele pw. Wniebowzięcia Najświętszej Marii Panny w Czerwonej Wodzie

## Demografia
Według Narodowego Spisu Powszechnego (III 2011 r.) liczyła 1616 mieszkańców. Jest drugą co do wielkości miejscowością gminy Węgliniec.

## Położenie
Leży na południowym skraju Borów Dolnośląskich nad rzeką Czerna Mała, przy DW296.

## Historia
Jedna z najstarszych wsi w Puszczy Zgorzeleckiej, powstała prawdopodobnie na przełomie XII i XIII wieku. W źródłach pisanych z 1348 roku występuje jako Rotwasser. W latach 1491–1492 wieś była własnością rodu von Penzig i wchodziła w skład państwa pieńskiego. Po 1492 roku wieś znalazła się pod władzą mieszczan zgorzeleckich.
Najstarszą budowlą we wsi jest kościół. Po raz pierwszy pisemna wzmianka o kościele w Czerwonej Wodzie pojawia się w 1481 roku, w piśmie Kacpra Marieny, wikarego z Budziszyna. Obecny kościół pw. Wniebowzięcia Najświętszej Marii Panny wybudowano w 1784 roku. Do świetności, po wojennej dewastacji, doprowadził go ks. prałat Stanisław Zając. Jako proboszcz parafii, działając z pasją i pełnym osobistym zaangażowaniem, w latach 1970-2000, gruntownie wyremontował kościół i wybudował budynek parafialny.
W pobliżu Czerwonej Wody znajdują się pokłady bagiennych rud żelaza i gliny. Rud żelaza nigdy nie eksploatowano tu na skalę przemysłową, natomiast stały się (prawdopodobnie) źródłem nazwy wioski, gdyż barwią wodę w miejscowych strumykach na czerwono. Pokłady gliny zaczęto eksploatować około 1809 roku i trwa to do dzisiaj. Przed II wojną światową we wsi działały trzy cegielnie. Obecnie działa kopalnia glinki kaolinowej, która jest największym zakładem pracy we wsi. Ciekawostką jest fakt, że w latach 70. XX wieku kaolin wydobywany w Czerwonej Wodzie stanowił 90% wszystkich mieszanek szamotowych używanych w wielkich piecach martenowskich w Polsce.
Od 1913 roku Czerwona Woda posiadała połączenie kolejowe z pobliskim miastem – Węglińcem. W latach 70. XX wieku połączenie zlikwidowano, a tory zdemontowano.
W historii wsi zanotowano kilka znaczących dat:
- połowa XV w. – najazd husytów
- 1618-1648, w czasie wojny trzydziestoletniej, najazdy wojsk cesarskich, szwedzkich i elektorskich
- sierpień 1759 – obozowanie we wsi wojsk cesarskich pod dowództwem hrabiego Esterházyego
- 7 sierpnia 1760 – pobyt we wsi oddziałów armii króla Prus Fryderyka II Hohenzollerna
- 23 maja 1813 – wieś obsadzili żołnierze pruscy i rosyjscy walczący z armią napoleońską
- od 17 lutego do 8 maja 1945 – wieś znajdowała się na linii frontu. Walki we wsi i bombardowania zniszczyły 86 budynków mieszkalnych.
- 5 października 2014 r. odsłonięty został pomnik upamiętniający polskich księży rzymskokatolickich, pomordowanych w latach 1939 - 1947 przez nacjonalistów ukraińskich[7].

W latach 1975–1998 miejscowość administracyjnie należała do województwa jeleniogórskiego.

## Sport
W miejscowość znajduje się klub piłkarski KS Piast Czerwona Woda. Największym sukcesem klubu jest awans do Klasy okręgowej grupy jeleniogórskiej, w której utrzymał się przez 2 kolejne sezony: 2004/2005 i 2005/2006. W roku 2011 zespół spadł do B-klasy, grupa: Jelenia Góra VI.

## Wspólnoty wyznaniowe
- Kościół rzymskokatolicki:
  - Parafia Wniebowzięcia Najświętszej Maryi Panny
- Świadkowie Jehowy:
  - zbór Czerwona Woda (Sala Królestwa ul. Czerwionki 26a)[9][10]